# Geografia del Massachusetts

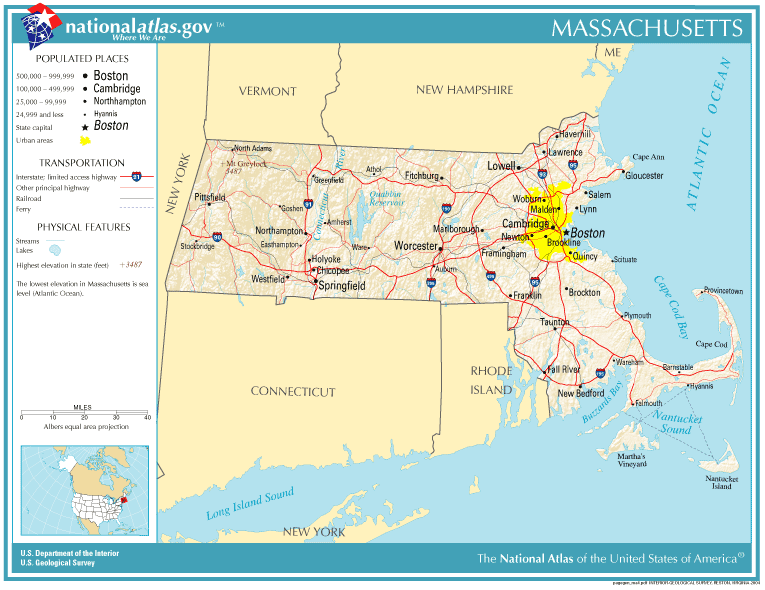
Mappa del Massachusetts.

Il Massachusetts (27.336 km²; 6.745.408 ab.) è uno degli stati che compongono gli Stati Uniti d'America. È uno dei 13 stati originari e uno dei 6 stati del New England situati nell'angolo nord-orientale del Paese. Il Massachusetts (che ufficialmente viene considerato un commonwealth) confina a nord con Vermont e New Hampshire, a est e a sud-est con l'oceano Atlantico, a sud con Rhode Island e Connecticut, e a ovest con il New York. È il settimo più piccolo stato degli USA in termini di superficie totale. La capitale è Boston. L'esploratore e colono inglese John Smith chiamò così questo stato perché era abitato dalla tribù dei Massachusett, il cui nome significa «vicino alla grande collina» - forse in riferimento alla Blue Hill, che si innalza a sud di Boston su una superficie altrimenti pianeggiante. Gli abitanti del Massachusetts rappresentano un particolare amalgama tra l'originale spirito yankee della vecchia America e le energie degli immigrati successivi che hanno affollato le sue città nei secoli XIX e XX.
Il Massachusetts è unico tra gli altri stati, perché la sua storia e la sua cultura precedono e incarnano le esperienze del Paese nel suo complesso. È opinione comune che Puritani e Pellegrini posero le basi per un'eventuale libertà di religione quando fuggirono da un governo oppressivo per andare a stabilirsi nel Nuovo Mondo. Con alcuni documenti quali il Mayflower Compact (1620) e il Body of Liberties (1641), un primo codice di leggi, essi fornirono la base per il concetto che i governi dovrebbero governare con il consenso dei governati e garantire la protezione dell'espressione individuale.
Queste nozioni di libertà individuale entrarono in conflitto con lo status delle colonie come parte dell'Impero britannico. La Rivoluzione Americana ebbe origine nel Massachusetts con la prima resistenza contro le regole coloniali britanniche. Fu nel Massachusetts che i coloni sollevarono il malcontento contro la tassazione senza rappresentanza, come esemplificato dal Boston Tea Party; l'attivismo dei coloni del Massachusetts ispirò altri e culminò nello «sparo udito da tutto il mondo» delle battaglie di Lexington e Concord nel 1775.
Il Massachusetts era all'avanguardia quando il nuovo Paese iniziò a trasformare la propria economia da agricola a industriale. I mercanti dello stato, come Francis Cabot Lowell, le cui fortune dipendevano dal commercio, cercarono investimenti più sicuri dopo aver subito gravi perdite durante la guerra del 1812. Nel Massachusetts (e nel Rhode Island) ebbe inizio la produzione di tessuti, stivali e macchinari e vennero impostate le basi per l'eventuale industrializzazione e urbanizzazione degli stati nord-orientali. Gli agricoltori e i loro figli e figlie si trasferirono nelle nuove città; verso la metà degli anni '70 del XIX secolo, il Massachusetts divenne il primo stato dell'Unione in cui vivevano più persone nelle città che nelle zone rurali.
Per tutto il XIX secolo, il Massachusetts fu uno dei principali centri manifatturieri degli Stati Uniti. La competizione con gli stati del Sud nella prima metà del XX secolo portò ad un grave declino economico, con conseguente chiusura di stabilimenti in tutto lo stato. Ma la seconda guerra mondiale e la guerra fredda portarono alla creazione di nuove industrie ad alta tecnologia che ricevevano finanziamenti federali sotto forma di spese per la difesa. Nel frattempo, si andarono espandendo le attività di servizio come la finanza, l'istruzione e l'assistenza sanitaria, che contribuirono a creare una nuova economia con Boston come polo principale. Nel 2004 il Massachusetts divenne il primo stato a legalizzare il matrimonio tra persone dello stesso sesso; la legge sottolineò che l'esclusione di alcuni cittadini da un'istituzione preziosa era incompatibile con i principi di autonomia individuale e di uguaglianza giuridica. La lunga lotta del Massachusetts per garantire la libertà individuale, prestando attenzione alle esigenze comuni, ha portato alla coalizione dei principi democratici e delle spinte capitaliste che sono il segno distintivo degli Stati Uniti.

## Geografia fisica

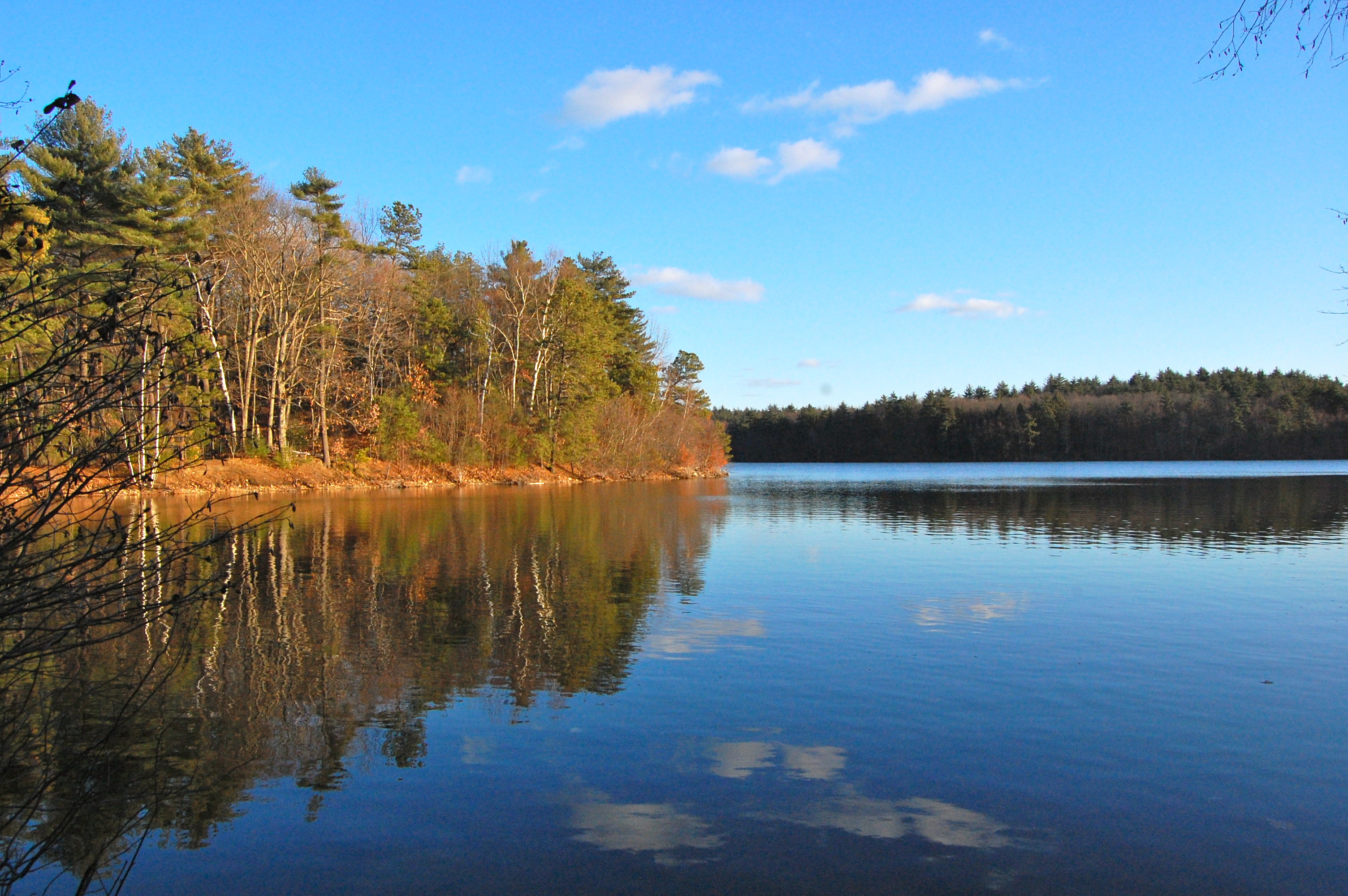
Il lago Walden.

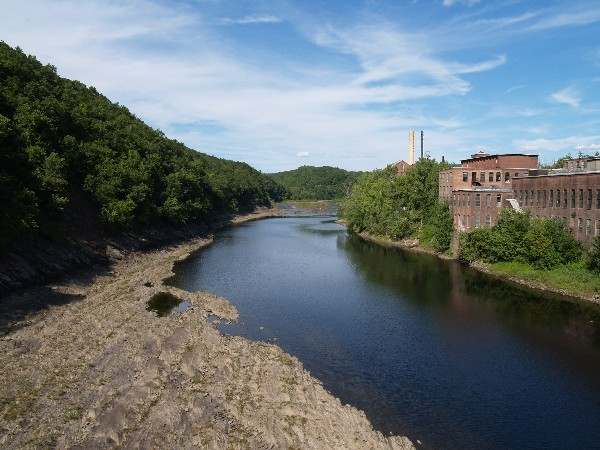
Il fiume Connecticut a Turner Falls.

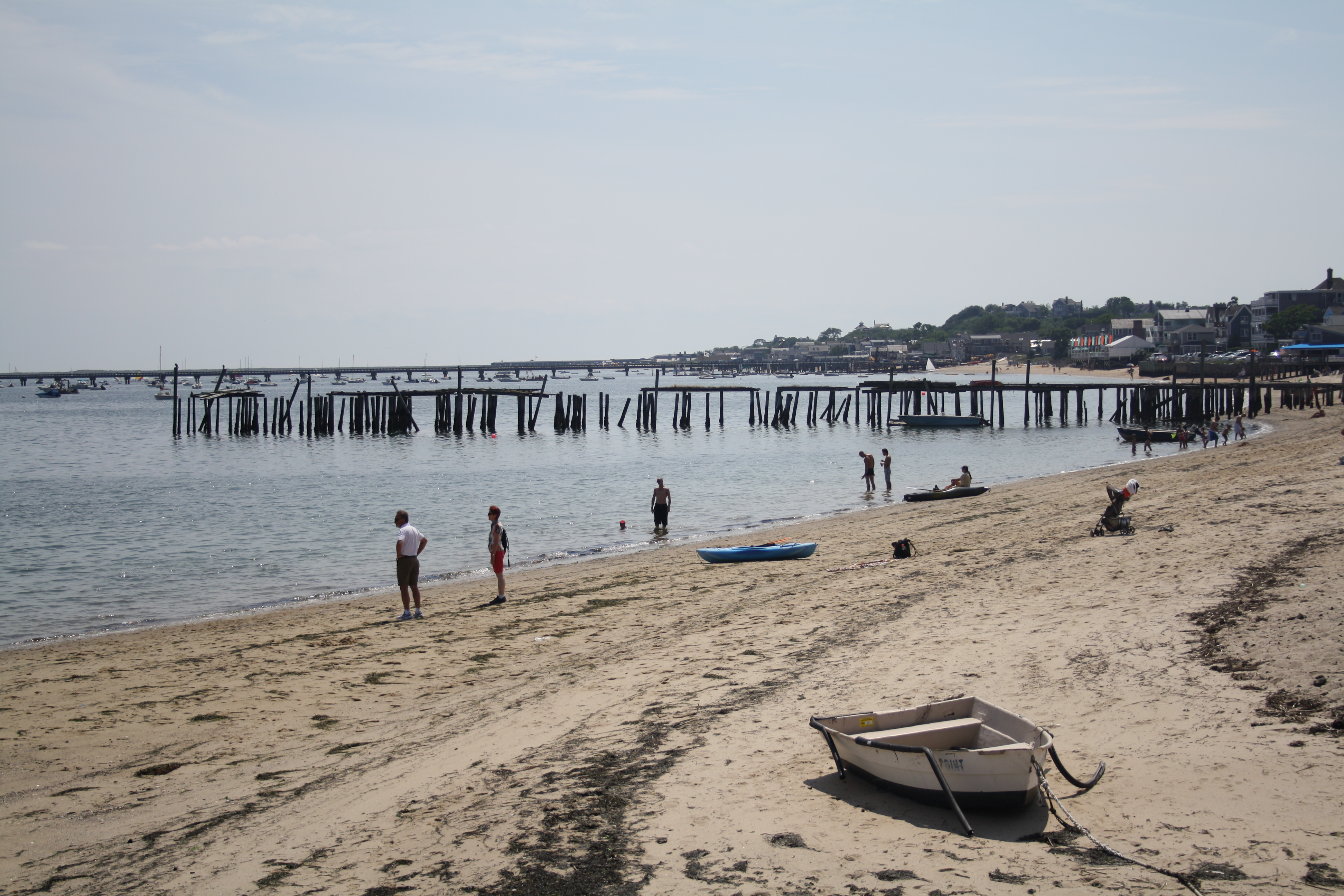
Spiaggia lungo Capo Cod.

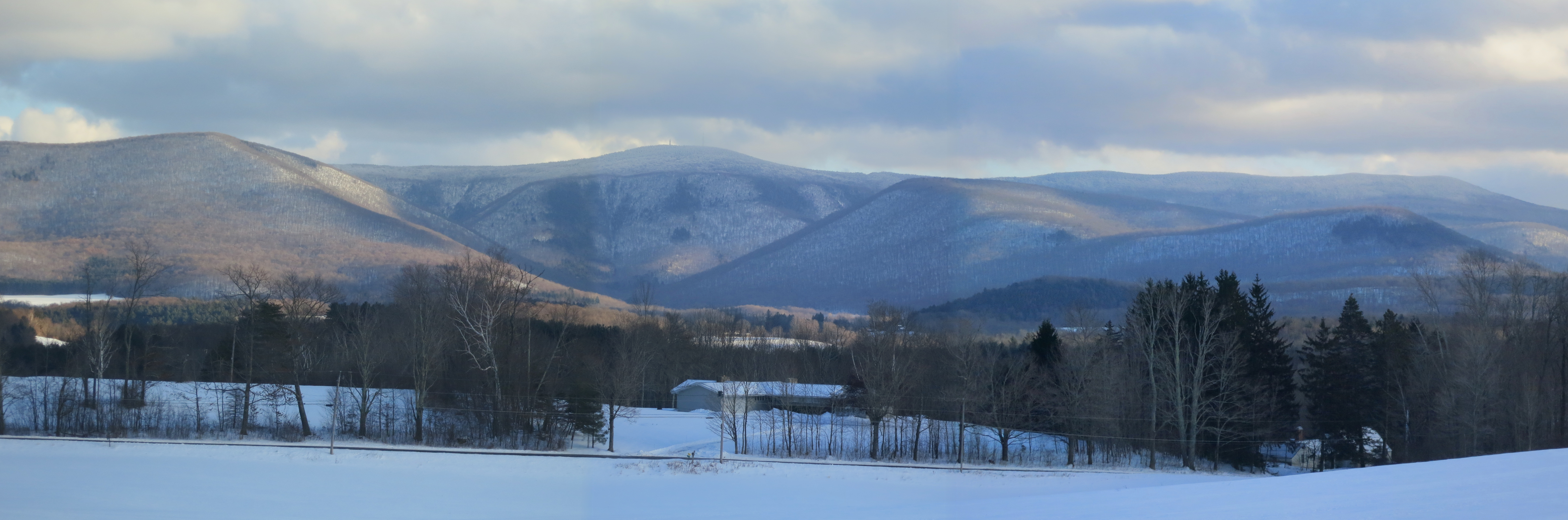
Il massiccio del monte Greylock.

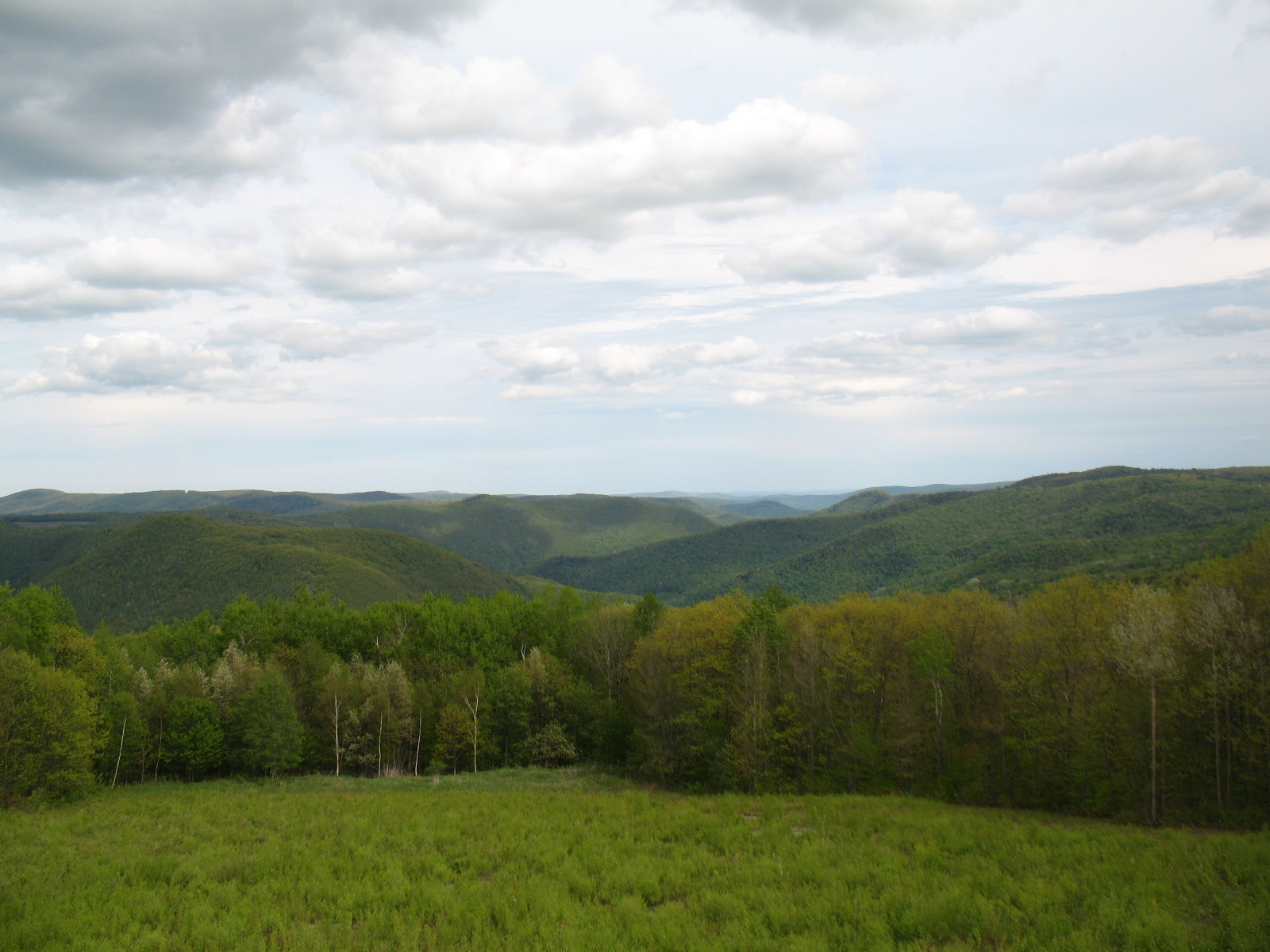
Le Berkshire Hills viste da North Adams.

La linea costiera del Massachusetts si sviluppa per circa 2400 km di lunghezza, ma esso misura appena 310 km da est a ovest e 180 km da nord a sud. La costa - la cui configurazione è marcata da numerose insenature che hanno conferito al Massachusetts il nomignolo di Bay State, «Stato della Baia» - si snoda dal Rhode Island attorno a Capo Cod, in un susseguirsi di porti suggestivi lungo il litorale a sud di Boston, attraverso il Boston Harbor e su per la North Shore, serpeggiando attorno al Capo Ann, paradiso dei pittori, fino al New Hampshire.

### Morfologia
La formazione della frastagliata costa del Massachusetts è dovuta all'azione dei grandi ghiacciai che in alcuni punti ricoprirono la terraferma con migliaia di metri di ghiaccio. Quando gli ultimi ghiacciai scomparvero circa 11.000 anni fa, imponenti blocchi di roccia rimasero esposti lungo il litorale. Distese di terreno duro e pianeggiante si allungarono alle loro spalle, divenendo pietrosi pascoli d'altura nei pressi della parte centrale dello stato e una campagna dolcemente collinare nell'ovest. Fatta eccezione per le zone verso ovest, il terreno è roccioso, spesso sabbioso, e non fertile.
A sud-est, il Capo Cod si prolunga nell'oceano, formando la baia di Capo Cod. Questa lunga appendice di 105 km è di forma rettangolare tranne che nel suo punto più orientale, dove si incurva verso nord a forma di uncino. Le acque che lo lambiscono sono tra le più infide del Paese. Ciuffi d'erba spuntano lungo le dune sabbiose, e nodosi pini grigi e querce nane, alcuni poco più che semplici arbusti, crescono a grappoli. Al largo della costa sud-orientale sono situate le isole di Nantucket e di Martha's Vineyard, sferzate dal grigio Atlantico in inverno ma d'estate affollate da migliaia di turisti e residenti stagionali di lunga data.
Il Massachusetts centrale comprende pianure ondulate alimentate da innumerevoli torrenti. Al di là di esse vi sono l'ampia e fertile valle del fiume Connecticut e le Berkshire Hills. Il Mohawk Trail, attualmente asfaltato, attraversa le Berkshire - con i monti Hoosac a est e i monti Taconic a ovest. Il punto più elevato dello stato, 1064 m, è il monte Greylock, sul versante dei Taconic in prossimità di Adams. A North Adams l'azione del vento e dell'acqua ha creato un ponte naturale di marmo bianco, mentre nella vicina Sutton vi è una breve gola che, passando attraverso la roccia, lascia esposti circa 600 milioni di anni di storia geologica.

### Idrografia
Il territorio è attraversato da molti fiumi - 19 sistemi idrografici principali, dei quali i più importanti sono quelli del Connecticut, del Charles e del Merrimack. Negli avvallamenti tra le colline si trovano oltre 1100 stagni e laghi; vi è uno specchio d'acqua in quasi ognuna delle oltre 350 comunità. Molti di essi hanno lunghi nomi indiani, quali il lago Chaubunagungamaug (a Webster), il cui nome completo è lago Chargoggagoggmanchauggauggagoggchaubunagungamaugg. Tra gli specchi d'acqua più piccoli, tuttavia, il meglio conosciuto è il lago Walden, immortalato dallo scrittore e filosofo Henry David Thoreau.
L'area metropolitana di Boston riceve acqua potabile dal bacino artificiale di Quabbin nella parte occidentale dello stato. Esso è la riserva artificiale di acqua per uso domestico più grande del mondo: costruito tra il 1933 e il 1939, richiese la dislocazione di 2500 persone e quattro paesi (Dana, Enfield, Greenwich e Prescott) per fornire acqua a dozzine di paesi e città dell'est.

### Clima
Lo stato ha un clima temperato. Il clima è più freddo ma più secco nel Massachusetts occidentale, ma in questa zona le nevicate invernali possono essere più intense che in prossimità della costa. Luglio è il mese più caldo, con medie di circa 22 °C, rispetto ai -3 °C di gennaio, il mese più freddo. Le precipitazioni annue medie si aggirano sui 1070 mm a Boston e sui 1120–1140 mm a Worcester e a Pittsfield, rispettivamente nelle regioni centrali e occidentali dello stato.

### Flora e fauna
Nonostante la sua industrializzazione, il Massachusetts ha preservato molte delle sue foreste, e attualmente ospita quasi 150 foreste statali, riserve e parchi. Le aree pubbliche di caccia ammontano in totale a circa 100 km². Circa una dozzina di rifugi faunistici nazionali e il Cape Cod National Seashore consentono un ulteriore contatto con la natura. Non lontano dal centro di Boston sorge l'Arnold Arboretum dell'università di Harvard, aperto al pubblico nel 1872, che ospita una delle maggiori collezioni di alberi e arbusti degli Stati Uniti.
In natura rimangono pochi animali di grossa taglia, ma occasionalmente vengono avvistati orsi o alci. Tra gli altri animali che è possibile incontrare nei boschi vi sono cervi, castori, ratti muschiati, visoni, lontre, lepri scarpa da neve, volpi rosse, marmotte, procioni e tamia. Lungo il litorale si possono avvistare scolopacidi, aironi azzurri, garzette americane, piovanelli tridattili e voltapietre. Tra gli uccelli acquatici figurano gabbiani, orchetti, cormorani e strolaghe; tra quelli che è possibile vedere con più facilità sulla terraferma vi sono martin pescatori, parule, colini della Virginia, mimi bruni, sparvieri, picchi codagialla e succiacapre. Tra i galliformi figurano il tetraone dal collare, il tacchino selvatico e il fagiano.